# Rivanjska oblast
Rivanjska oblast (ukrajinski: Рівненська область, Rivnens’ka oblast’, Rivnenshchyna) oblast je koja se nalazi se u sjeverozapadnoj Ukrajine. Upravno središte oblasti je grad Rivne.

## Zemljopis
Rivanjska oblast ima ukupnu površinu 20.047 km2 te je 22. oblast po veličini, u njoj živi 1.173.300 stanovnika te je prema broju stanovnika 20. oblast po veličini u Ukrajini. 549.700 (47 %) stanovnika živi u urbanim područjima, dok 623.600 (53 %) stanovnika živi u ruralnim područjima.
Rivanjska oblast graniči na jugu s Ternopiljskom, Hmeljničkom i Lavovskom oblasti, na zapadu s Volinjska oblasti, na istoku graniči sa Žitomirskom oblasti, dok je na sjeveru državna granica s Bjelorusijom

## Stanovništvo
Ukrajinci su najbrojniji narod u oblasti i ima ih 1.123.400 što je 95,90 % ukupnoga stanovništva oblasti.
- Ukrajinci: 95,90 %
- Rusi: 2,57 %
- Poljaci: 0,17 %
- Bjelorusi: 1,01 %
- Židovi: 0,4 %
- ostali: 0,31 %

Ukrajinskim jezikom kao materinjim govori 97 % stanovništva, dok ruskim jezikom kao materinjim govori 2,7 % stanovništva.

## Administrativna podjela
Rivanjska oblast dijeli se na 16 rajona i 11 gradova od kojih njih četiri ima viši administrativni stupanj, također oblast ima i 16 malih gradova i 1003 naselja.

## Vanjske poveznice
- Službena stranica oblasti  Arhivirana inačica izvorne stranice od 14. travnja 2022. (Wayback Machine)

### Ostali projekti
|  | Zajednički poslužitelj ima još gradiva o temi Rivanjska oblast |